# Chico Bouchikhi
Jalloul "Chico" Bouchikhi (arabă جلول البوشيخي, n. 13 octombrie 1954, Arles, Arles-Crau-Camargue-Montagnette⁠(d), Franța), este un muzician francez, cofondator al formației Gipsy Kings. Acesta a părăsit ulterior grupul, formând formația Chico and the Gypsies.

## Biografie
Spre deosebire de restul membrilor grupului Gipsy Kings, Chico nu este rom, ci arab, mama lui fiind din Algeria iar tatăl său marocan.